# Porosome

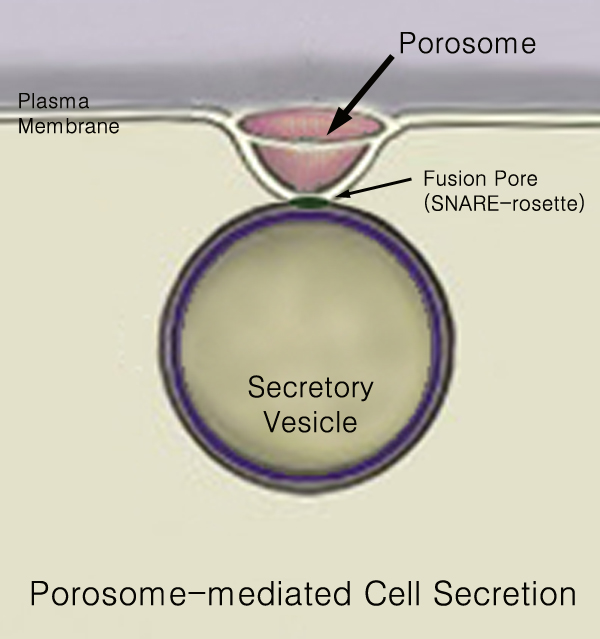
Schéma représentant un porosome.

Un porosome est une structure supramoléculaire en forme de cupule située dans la membrane plasmique des cellules eucaryotes, où les vésicules de sécrétion s'ancrent de manière transitoire pendant le processus de fusion et de sécrétion d'une vésicule,  La fusion transitoire de la membrane de la vésicule de sécrétion à la base du porosome via les protéines SNARE entraîne la formation d'un pore de fusion, qui permet la libération du contenu intravésiculaire à l'extérieur de la cellule. Une fois la sécrétion terminée, le pore de fusion formé temporairement à la base du porosome est scellé. Les porosomes ont une taille de quelques nanomètres et contiennent de nombreux types de protéines, en particulier des canaux ioniques chloriques et calciques, de l'actine et des protéines SNARE qui interviennent dans la fixation et la fusion des vésicules avec la membrane plasmique. Une fois que les vésicules se sont amarrées aux protéines SNARE, elles gonflent, ce qui augmente leur pression interne. Elle fusionnent alors de manière transitoire à la base du porosome et leur contenu sous pression est éjecté hors de la cellule. L'examen au microscope électronique des cellules montre la présence accrue de vésicules partiellement vides après la sécrétion. Ceci suggère que pendant le processus de sécrétion, seule une partie du contenu vésiculaire est capable de sortir de la cellule. Cela n'est possible que si la vésicule se fusionne partiellement avec la membrane plasmique cellulaire, n'y expulse qu'une partie de son contenu, puis en détache, se referme et se retire dans le cytosol (endocytose). De cette façon, la vésicule de sécrétion peut être réutilisée pour les cycles ultérieurs d'exo-endocytose, jusqu'à ce qu'elle soit complètement vide de son contenu..
La taille des porosomes varie en fonction du type de cellule. Les porosomes dans le pancréas exocrine et dans les cellules endocrines et neuroendocrines mesurent de 100 nm à 180 nm de diamètre, alors que dans les neurones, ils mesurent de 10  nm à 15 nm (environ 1/10 de la taille des porosomes pancréatiques). Lorsque la protéine v-SNARE ancrée à une vésicule de sécrétion interagit avec la t-SNARE du porosome, la vésicule de sécrétion se bloque et sa membrane se fusionne avec celle du porosome. La taille du complexe t-SNARE/v-SNARE est directement proportionnelle à la taille de la vésicule. Ces vésicules contiennent des protéines déshydratées (non actives) qui sont activées une fois hydratées. Le GTP est nécessaire pour le transport de l'eau à travers les canaux d'eau ou des aquaporines, et des ions passent à travers des canaux ioniques pour hydrater la vésicule. Une fois que la vésicule a fusionné à la base du porosome, le contenu de la vésicule à haute pression est éjecté de la cellule.
En règle générale, les porosomes sont ouverts et fermés par l'actine. Cependant, les neurones exigent une réponse rapide. Ils ont donc des bouchons centraux qui s'ouvrent pour libérer le contenu et se ferment pour arrêter la libération (la composition du bouchon central reste encore à découvrir)  Il a été démontré que les porosomes sont la machine sécrétoire universelle dans les cellules. Le protéome de porosome neuronal a été résolu, fournissant ainsi l'architecture moléculaire possible et la composition complète de la machinerie..

## Histoire de découverte
Le porosome a été découvert entre le début et le milieu des années 1990 par une équipe dirigée par le professeur Bhanu Pratap Jena (en) de la faculté de médecine de l'Université de Yale, au moyen de la microscopie à force atomique.